# Израильский библейский колледж
Израильский библейский колледж (ивр. המכללה למקרא‎) — частный ивритоязычный мессианский библейский колледж в Нетании, Израиль. Это независимое академически аккредитованное учреждение.

## История
Израильский библейский колледж был основан в 1990 году и обеспечивает теологическую и практическую подготовку в библейской школе внутри страны для израильтян, которым ранее приходилось выезжать за границу для прохождения подобных курсов. Он обеспечивает богословскую подготовку как для израильтян, так и для иностранных студентов, а также обучает служению и развивает лидерские качества христиан. Большинство программ ориентированы на обучение израильтян, как евреев, так и арабов, а курсы дистанционного обучения доступны онлайн на английском языке. Колледж аккредитован Европейской евангелической аккредитационной ассоциацией и Азиатской теологической ассоциацией, хотя Министерство образования Израиля не признает его степени.
Кампус переехал в новое помещение в Нетании, Израиль, в 2010 году; по его программам обучается несколько сотен студентов. В Израильском библейском колледже находится большая мессианская библиотека. Антимиссионерские группы обвиняют колледж в том, что он находится «в авангарде миссионерской деятельности в Израиле».

## Академическая сфера
Опыт преподавателей Израильского колледжа Библии сосредоточен в основном в областях Библии и теологии, иудаики, библейской географии и культуры, археологии, практического служения, а также лидерства и консультирования. Колледж предлагает степень бакалавра богословия на иврите, программу бикурим, степень бакалавра гуманитарных наук и степень магистра гуманитарных наук.
Все учителя — израильтяне, верящие в Иисуса как Мессию и принадлежащие к разным культурам.
Израильский библейский колледж празднует мессианскую версию еврейских праздников и по-прежнему делает акцент в учебной программе на еврейском происхождении христианства, но утверждает, что он «очень инклюзивный и живёт в гармонии с нашими арабскими братьями и сёстрами и нашими языческими братьями и сёстрами». Организация арабских христиан в Израиле «Линга» также подтвердила эту связь и отпраздновала выпуск нескольких арабских студентов, получивших квалификацию в Израильском библейском колледже.
Основным языком колледжа является иврит, некоторые курсы также преподаются на русском и английском языках. Преподавательский состав полностью из израильтян, и студенты также принадлежат к разным этническим и культурным группам Израиля.

### Избранные курсы на иврите
Богословие и герменевтика; Мессия в еврейских Писаниях; Введение в Новый Завет; греческий язык; библейский арамейский язык; Тора; Учение о Мессии и спасении; Учение о человеке, грехе и спасении; Консультации по вопросам семьи и брака; Пастырское консультирование.

### Избранные курсы на английском языке
Библейская археология; библейская география; Основы Нового Завета; Мессианские пророчества; библейский иврит; Еврейские корни христианской веры; Праздники Израиля; еврейская апологетика; еврейско-христианские отношения; Царство и Заветы.

## Деятельность и продвижение «мессианского иудаизма» в Израиле
Колледж является штаб-квартирой организации «One For Israel», которая поддерживает мессианскую общину в Израиле и способствует пониманию «мессианского иудаизма» за рубежом. На территории есть медиа-центр с радио- и видеостудиями для трансляции музыки и обучения, а также центр нескольких сайтов о мессианской вере. Эйтан Бар, основатель «One For Israel» и директор Израильского библейского колледжа, заявил, что «самый лучший и самый важный способ поддержать Израиль — это поделиться Иешуа с израильскими евреями и арабами — и это то, что мы делаем в oneforisrael.org: израильские евреи соответствующим образом делятся Евангелием с нашими братьями и сёстрами через средства массовой информации».
Для студентов в рамках учёбы и отдыха запланированы регулярные экскурсии по библейской археологии, географии Библии, культурно-историческому контексту Нового Завета, истории и теологии современного Израиля. Кроме того, ICB Tours был разработан для организации ознакомительных поездок для христиан, желающих посетить Израиль в рамках академического изучения Библии. Экскурсии проводят «профессиональные мессианские гиды».
Колледж сотрудничает с местными властями в раздаче еды бедным и пожилым людям в городе.

## Критика
Многие израильские евреи негативно относятся к мессианскому движению и рассматривают мессианский прозелитизм в Израиле как угрозу. Ведущая антимиссионерская организация Яд ле-Ахим заявила, что колледж находится «в авангарде миссионерской деятельности в Израиле». Раввин Цви Вильгельм, раввин хабадской синагоги к северу от Нетании, возражал против создания Израильского колледжа в Нетании, критиковал Иисуса за отклонение от еврейского религиозного закона (Галахи) и назвал предмет изучения колледжа «идолопоклонством». Раввин Ирвин Бирнбаум, бывший консервативный раввин в Нетании, считает деятельность христианских прозелитистов в Израиле «хуже, чем нацистской», и считает, что они настроены на духовное, а не физическое уничтожение иудаизма.